# 랜스 스위츠
랜스 스위츠 박사(Lance Sweets, Ph.D., Psy.D.,)는 미국의 텔레비전 시리즈 본즈(Bones)의 가상 인물 캐릭터이다. 그는 존 프랜시스 데일리(John Francis Daley)에 의해 그려졌다.

## 같이 보기
- 템퍼런스 본즈 브레넌